# Lara Karathanassis
Lara Karathanassis (* 25. März 1997 in Köln, Deutschland) ist eine ehemalige deutsche Handballspielerin, die für den HSV Solingen-Gräfrath in der Bundesliga auflief.

## Karriere
Karathanassis spielte in ihrer Jugend beim TSV Bonn rrh., mit deren A-Jugend sie in der Saison 2014/15 in der A-Juniorinnen Bundesliga antrat. Anschließend gehörte die Rückraumspielerin dem Kader der Bonner Damenmannschaft an. Durch den Gewinn der Meisterschaft der Regionalliga Nordrhein im Jahr 2018 lief Karathanassis in der Saison 2018/19 in der 3. Liga auf. Anschließend trat sie mit dem Verein den Gang in die Regionalliga an. Im Sommer 2020 wechselte Karathanassis, deren Vater aus Griechenland stammt, zum Zweitligisten HSV Solingen-Gräfrath. Drei Jahre später stieg sie mit dem HSV Solingen-Gräfrath in die Bundesliga auf. Im Jahr 2024 trat sie mit dem HSV Solingen-Gräfrath den Gang in die Zweitklassigkeit an. Nach der Saison 2024/25 beendete sie ihre Karriere.

## Sonstiges
Karathanassis ist mit dem Handballtrainer David Röhrig verheiratet.